# Ligne 91 du tramway de Bruxelles
L'ancienne ligne 91 du tram de Bruxelles était une ligne de tramway bruxellois, exploitée par la STIB reliant la station de métro Louise au Parking Stalle à la limite de la Région de Bruxelles-Capitale.

## Histoire
Le terminus Stalle (P) avec parking pour les navetteurs fut aménagé en fourche à trois voies, lors de la mise en service de la ligne 91 le 12 novembre 1991. Elle constituait ainsi une ligne de dissuasion pour les automobilistes désirant se rendre rapidement en centre-ville, ainsi qu'un accès aisé au shopping Drogenbos voisin. Cette ligne de 5,9 km de long intégralement en site propre a été la première à exploiter les nouveaux trams à plancher bas T2000 lors de leur mise en exploitation (1993 à 1995). La durée de trajet de la ligne était de 16 à 28 minutes selon l'état du trafic (retards possibles à Janson). Son parcours constituait en très grande partie un renfort à celui du tram 92 (entre Louise et Héros). La mise en service des T2000 a entraîné une rénovation de la ligne sur son entièreté à cause des problèmes de gabarit des T2000. Dans la plupart des tournants, deux trams n'arrivaient en effet pas à se croiser. Bien qu'empruntée de temps à autre par des PCC 7700/7800, le T2000 fut le matériel de référence utilisé sur cette ligne de 1993 jusqu'à sa suppression le 2 juillet 2007 lors de la 5e phase de réorganisation du réseau tram. Le trajet a été repris dans son ensemble par les lignes 4, 92 et 97.